# 舒姓
舒姓在中国并不是一个常见的姓氏。在《百家姓》中排第123位。

## 延伸阅读
[在维基数据编辑]
 《百家姓》
 《欽定古今圖書集成·明倫彙編·氏族典·舒姓部》，出自陈梦雷《古今圖書集成》